# Chlumec (starý zámek)
Starý chlumecký zámek stával v obci Chlumec nedaleko Krupky a Ústí nad Labem.

## Historie
Doba vzniku staršího z vrchnostenských sídel v Chlumci je nejasná a je možné, že ve vsi nějaké stálo už od čtrnáctého století. Doloženo je až v letech 1592–1596, kdy je Kölblové z Geisingu nechali přestavět nebo nově postavit v renesančním slohu. Synové Petra Kölbla z Geysingu o panství přišli za účast na stavovském povstání v letech 1618–1620. Roku 1623 je koupil Petr Jindřich ze Strahlendorfu. Ke statku tehdy kromě tvrze a vsi patřil poplužní dvůr, dva mlýny, vinice a lesy a nový majitel panství rozšířil o Otovice a Hrbovice. Majetek po něm zdědil Volfgang Lepold ze Strahlendorfu, ale krátce poté zemřel. Panství zdědila vdova Anna Kateřina z Rozdražova a jejich dva nezletilí synové, kteří zemřeli brzy po otci.
Anna Kateřina se podruhé vdala za Viléma Albrechta Krakovského z Kolovrat, čímž panství přešlo na její děti z druhého manželství. Sama zemřela v roce 1652 a Vilém Albrecht chlumecký statek přenechal synovi Janu Františkovi Krakovskému z Kolovrat. Jan František se zadlužil, a roku 1707 byl nucen Chlumec přenechat svým věřitelům. Panství tak získal Norbert Leopold Libštejnský z Kolovrat. Dalším majitelem se roku 1716 stal jeho syn Norbert Vincenc Libštejnský z Kolovrat, po němž v roce 1727 dědil syn Jan Vincent Libštejnský z Kolovrat.
Někdy za Kolovratů byla tvrz přestavěna na barokní zámek. Jako šlechtické sídlo přestala budova sloužit kolem roku 1780, kdy hraběnka Marie Anna Kolovratová-Thunová (dcera Jana Vincenta Libštejnského) nechala postavit nový zámek. Starý zámek byl přestavěn pro hospodářské a administrativní účely. Ve druhé polovině 20. století se zbytky budovy starého zámku objevovaly ve zdech areálu státního statku.